# Михайло Олелькович
Михайло Олелькович (1420 — 30 серпня 1481) — князь слуцький (1455—1481), копильський (1443—1481), новгородський намісник (1470—1471), молодший син київського князя Олелька Володимировича і Анастасії Василівної Московської, правнук Ольгерда Гедиміновича.

## Життєпис
В 1443 р. Олелько Володимирович став князем київським і посадив своїх синів Семена та Михайла княжити у Слуцьку та Копилі. В 1455 р., після смерті Олелька, Семен Олелькович став княжити в Києві, а Михайло об'єднав Слуцьке і Копильське князівства.
Намісник Великого Новгорода з листопада 1470 року за дорученням польського короля й великого князя литовського Казимира IV. Мав завдання зміцнити ці території на випадок нападу великого князя московського Івана III Васильовича. У березні 1471 року самовільно покинув Великий Новгород через смерть брата, мав намір посісти Київ, його підтримували кияни. Однак, великий князь розпорядився поставити у Києві намісником Мартина Гаштольда.
Кілька років збирав біля себе опозицію. Його близькими союзниками були князі Федір Більський, Іван Юрійович Гольшанський, ймовірно Дмитро Костянтинович Вяземський та інші.
В 1476 році разом з низкою світських та духовних ієрархів підписав лист митрополита Мисаїла до Папи Сикста IV. Весною 1480 був посередником в зближенні господаря Молдавії Штефана III та Івана III. Після призначення намісником в Києві Івана Ходкевича ще більше став ворогом короля.
1481 року спільно з князями О. Бєльським та Іваном Гольшанським у відповідь на ліквідацію удільних князівств, насамперед, Київського, організував змову з метою вбити польського короля Казимира IV та його синів. Після викриття змови в середині квітня 1481 року його було ув'язнено.
Страчений у Києві (за ін. даними, у Вільні 30 серпня). Від Михайла Олельковича походив рід руських князів Слуцьких.
Король залишив Слуцьке князівство його вдові та сину Семенові.

## Сім'я та діти
Дружину Михайла звали Анна, більше про неї нічого не відомо. Від неї мав сина.
- Семен Михайлович Слуцький (1460—1503) — удільний князь Слуцький та Копильський (1481—1503).